# Тревога (картина Мунка)
«Трево́га» (норв. Angst) — картина норвежского художника Эдварда Мунка, написанная им в 1894 году, на котором изображена группа людей, стоящих перед зрителем под кровавым красным небом. Картина находится в Музее Мунка в Осло.

## Описание изображения
«Тревога», как и «Крик», относится к разделу «Страх жизни». Картина создана после начала работы над «Криком». Многие элементы в этих картинах общие — тот же мост, волшебные и таинственные переливы воды, концентрически расширяющиеся линии, охватывающие и небо, и землю. На первом плане представлены три персонажа и ещё шестеро обозначены за их спинами бледными, испуганными, размытыми ликами. В отличие от «Крика», где изображён один ужасающийся герой, «Тревога» — это коллективное отчаяние. Атмосфера страха и тоски здесь ещё более устойчива и, по версии автора, заключена она в окружающей среде. «Тревога» — это высшая точка тревоги и это беспокойство не сменится вздохом облегчения: у зрителя возникает ощущение, что история вот-вот разрешится драматическим финалом. Мунк считал, что природа никогда не щадит людей и часто угрожает нашей жизни.

## Галерея

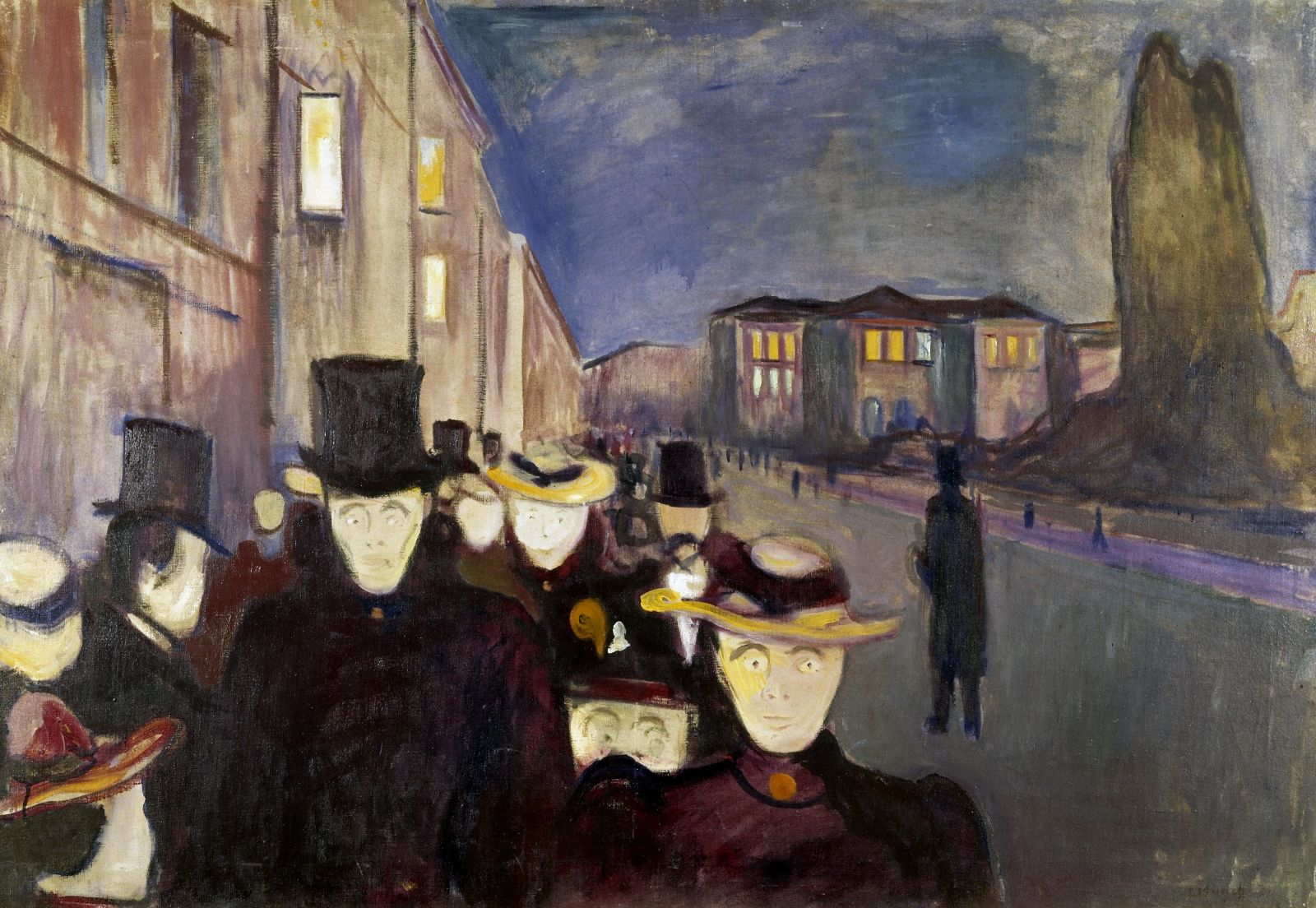
Вечер у ворот Карла Юхана (1892), холст, масло, 84,5 × 121 см, Художественный музей Бергена
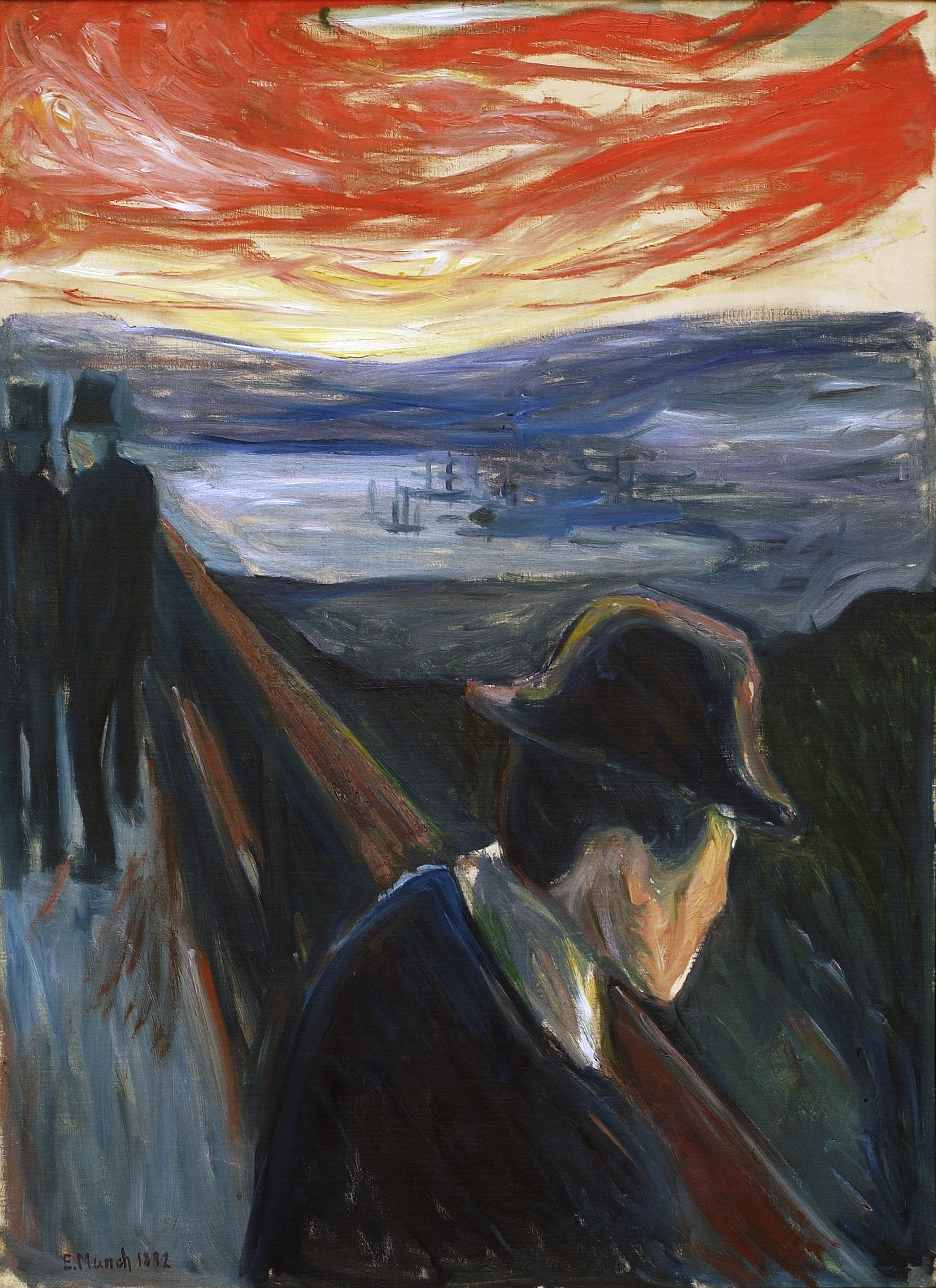
Отчаяние (1892), холст, масло, 92 × 67 см, Галерея Тильска, Стокгольм
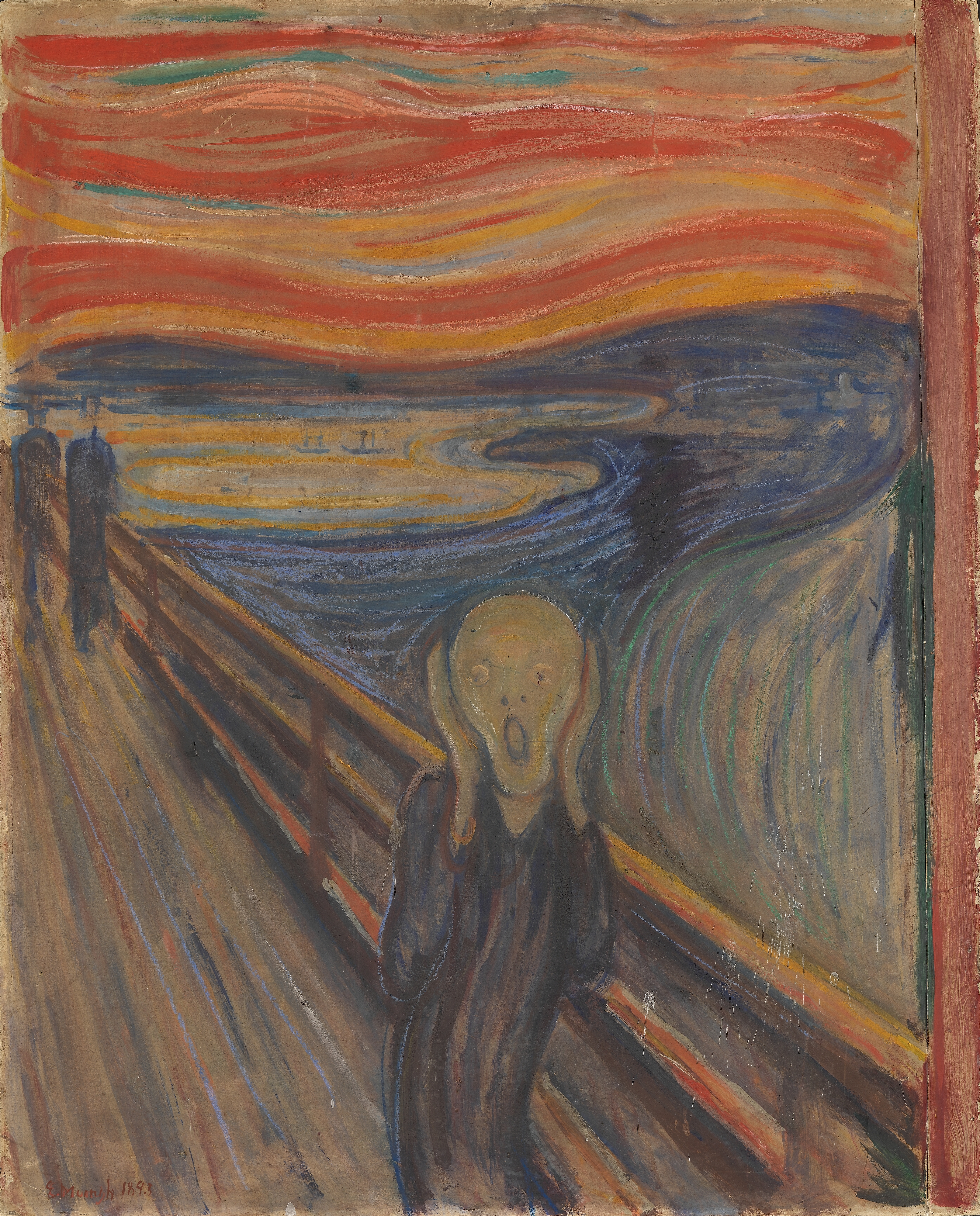
Крик (1893), картон, масло, темпера и пастель, 91 × 73,5 см, Норвежская национальная галерея, Осло
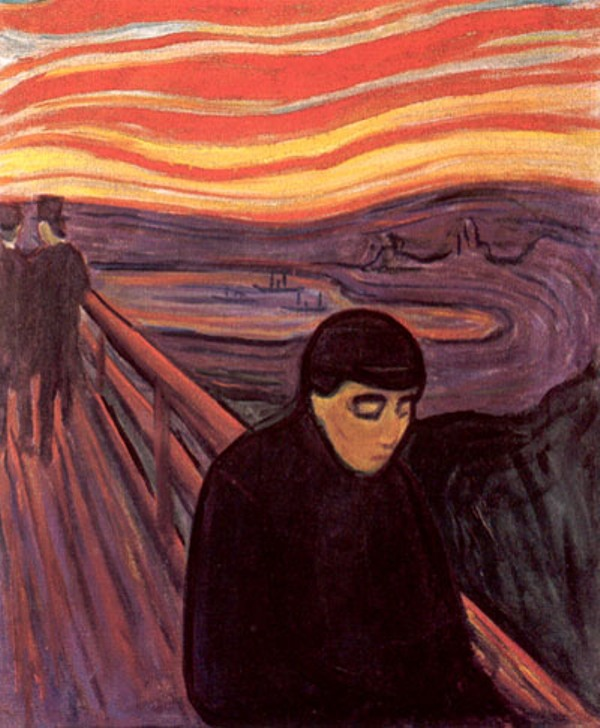
Отчаяние (1894), холст, масло, 92 × 72,5 см, Музей Мунка, Осло